# Эллиотт, Бенджамин (футболист)
Бенджамин Нджонгу Эллиотт (фр. Benjamin Njongoue Elliott; род. 5 ноября 2002, Лондон) — камерунский футболист, полузащитник клуба «Рединг» и сборной Камеруна.

## Клубная карьера
Эллиотт — воспитанник клуба «Челси». Летом 2023 года Бенджамин подписал контракт на 3 года с «Редингом». В матче против «Стивенидж» он дебютировал в Первой лиге Англии.

## Международная карьера
11 июня 2023 года в товарищеском матче против сборной Мексики Эллиотт дебютировал за сборную Камеруна.